# 이나정 (나가노현)
이나정(伊那町)은 나가노현 가미이나군에 있던 정이다. 
현재의 이나시 북서부에 해당한다.

## 역사
- 1889년 4월 1일 - 정촌제 시행에 의해 가미이나군 이나촌 제3차가 성립하였다.
- 1897년 10월 15일 - 정으로 승격해 이나정이 되었다.
- 1954년 4월 1일 - 도미가타촌, 미스즈촌, 데라촌, 히가시하루치카촌, 니시미노와촌과 합병해 이나시가 성립하여 동일 이나정은 폐지되었다.

## 교통

### 철도
- 일본국유철도
  - 이다선

### 도로
- 국도 제153호선

## 참고문헌
- 角川日本地名大辞典 20 長野県